# Iben Hjejle

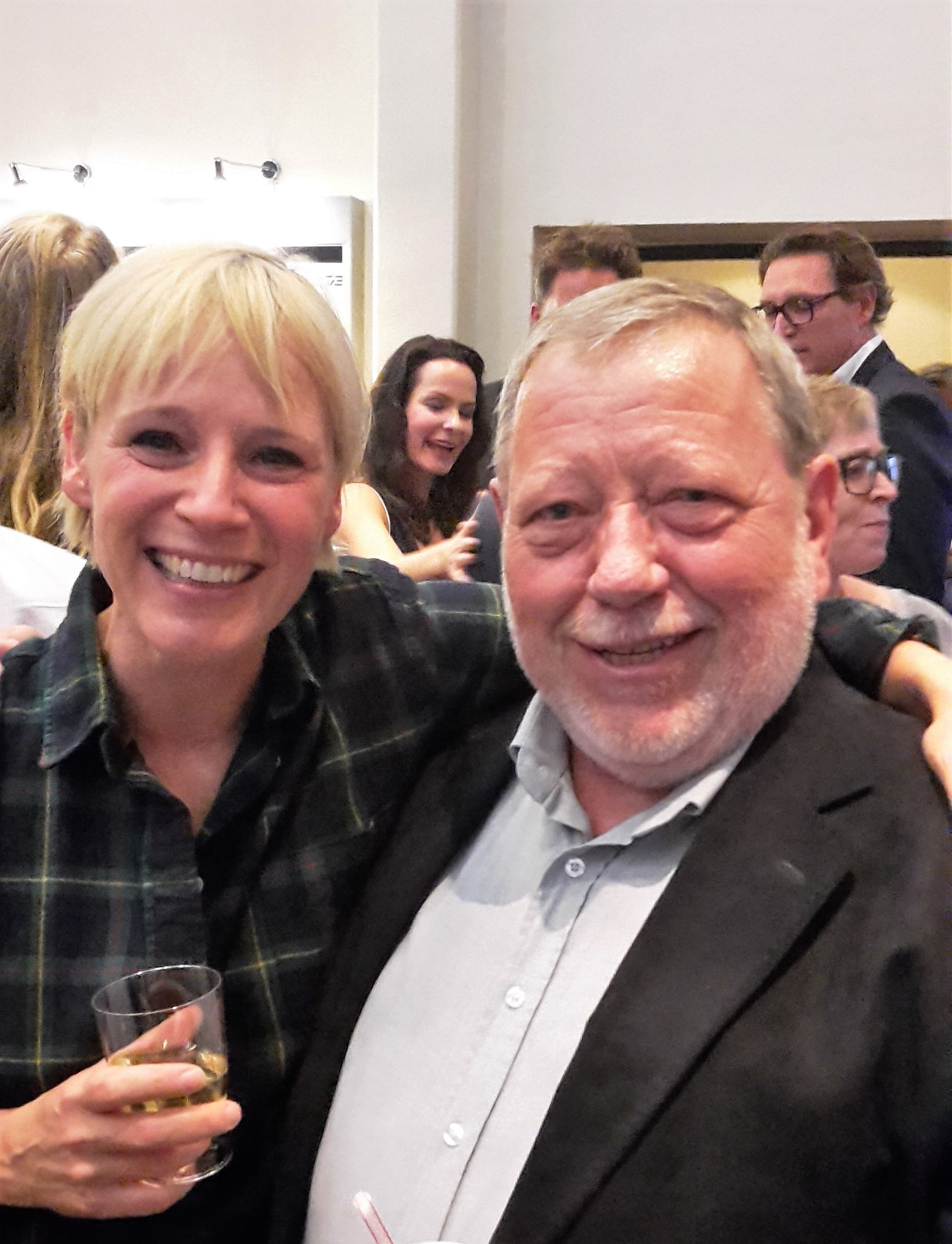
Iben Hjejle mit Bjarne Krogh-Pedersen, 2016

Iben Hjejle (* 22. März 1971 in Kopenhagen) ist eine dänische Schauspielerin. 

## Leben
Iben Hjejle wurde im Kopenhagener Stadtteil Søborg geboren. Hier wuchs sie als Tochter des Volksschullehrers Christian Hjejle und der Gymnasiallehrerin Annelise Kirsten auf. Als sie zehn Jahre alt war, ließen sich die Eltern scheiden und der Vater zog in die Innenstadt. Iben wohnte zuerst nur mit ihrer Mutter, später mit Stiefvater, Stiefschwester und ihrer Halbschwester weiter in Søborg. Als Jugendliche besuchte sie Det frie Gymnasium. Hjejle beendete 1996 ihre Ausbildung an der staatlichen Theaterschule Statens Teaterskole in ihrer Geburtsstadt und spielte seitdem in diversen nationalen wie auch internationalen Film- und Fernsehproduktionen.
International ist sie vor allem durch die weibliche Hauptrolle in High Fidelity bekannt geworden. 2010 war sie in der Fernsehwerbung der österreichischen Ersten Bank zu sehen, seit 2011 tritt sie hauptsächlich in Hauptrollen in Serien des dänischen Fernsehens auf, etwa in der Kriminalfilmserie Dicte, die unter dem Originaltitel auch im deutschen Fernsehen auf ZDFneo ausgestrahlt und mehrmals wiederholt wurde.

## Filmografie
- 1996: Portland
- 1999: Mifune – Dogma III (Mifunes sidste sang)
- 2000: High Fidelity
- 2001: The Emperor’s New Clothes
- 2001: Flickering Lights (Blinkende lygter)
- 2002: Old Men in New Cars – In China essen sie Hunde 2 (Gamle mænd i nye biler)
- 2002: Langt fra Las Vegas (Fernsehserie)
- 2003: Skagerrak
- 2003: Manden bag Døren
- 2004: The Good Cop (Den gode strømer)
- 2004: Inkasso
- 2004: Monsterthursday – Wellenlängen (Monstertorsdag)
- 2006: The Boss of It All (Direktøren for det hele)
- 2006: Anna Pihl – Auf Streife in Kopenhagen (Anna Pihl, Fernsehserie)
- 2006: Han, Hun og Strindberg
- 2008: Defiance – Für meine Brüder, die niemals aufgaben (Defiance)
- 2009: Chéri – Eine Komödie der Eitelkeiten (Chéri)
- 2009: Flugten
- 2010: Mankells Wallander: Das Gespenst (Vålnaden, Fernsehreihe)
- 2010: Klovn: The Movie
- 2011: Rosa Morena
- 2011: Stockholm Ost (Stockholm Östra)
- 2012: Fuck up
- 2013: Eskil & Trinidad
- 2013–2016: Dicte (Fernsehserie)
- 2021: A Beautiful Curse
- 2022: Heder (Fernsehserie)
- 2023: Maret
- 2024: Secrets (Den gode stemning) (Fernsehserie, 8 Episoden)
- 2025: Løgnen (Fernsehserie)